# Ana Cristina Porto
Ana Cristina Vilela Porto est une joueuse brésilienne de volley-ball née le 1er octobre 1982 à Belo Horizonte (Minas Gerais). Elle mesure 1,73 m et joue au poste de passeuse.

## Clubs
| Club                          | De        | À         |
| ----------------------------- | --------- | --------- |
| S.R.E Ribeirão Preto          | 2000-2001 | 2000-2001 |
| São Caetano Esporte Clube     | 2001-2002 | 2002-2003 |
| Osasco Voleibol Clube         | 2003-2004 | 2004-2005 |
| Esporte Clube Pinheiros       | 2005-2006 | 2005-2006 |
| São Caetano Esporte Clube     | 2006-2007 | 2008-2009 |
| Vôlei Futuro                  | 2009-2010 | 2011-2012 |
| São Bernardo                  | 2012-2013 | 2012-2013 |
| Volleyball Franches-Montagnes | 2013-2014 | 2015-2016 |
| GR Barueri                    | jan 2017  | 2017-2018 |
| Clube Curitibano              | 2018-2019 | 2018-2019 |
| São Caetano Esporte Clube     | 2019-2020 | …         |

## Palmarès

### Équipe nationale
- Championnat d'Amérique du Sud des moins de 18 ans[2]
  - Vainqueur : 1998.
- Championnat du monde des moins de 18 ans[2]
  - Finaliste : 1999.
- Championnat d'Amérique du Sud féminin des moins de 20 ans[2]
  - Vainqueur : 2000.
- Championnat du monde des moins de 20 ans[2]
  - Vainqueur : 2001.

### Clubs
- Championnat du Brésil
  - Vainqueur : 2004, 2005.
- Coupe du Brésil
  - Finaliste : 2008.